# ایجی میاشیتا
ایجی میاشیتا (انگلیسی: Eiji Miyashita؛ زادهٔ ۲۶ سپتامبر ۱۹۷۸) صداپیشه، و بازیگر اهل ژاپن است.